# Martynas Nemsevičius
Martynas Nemsevičius (ur. 1996) – litewski zapaśnik startujący w stylu klasycznym. Zajął 42. miejsce na mistrzostwach świata w 2023. 
Zajął 21. miejsce na mistrzostwach Europy w 2021. Trzeci na ME U-23 w 2018 roku. 